# Від і до
«Від і до» — радянський комедійно-сатирично-музичний телефільм 1976 року, знятий режисером Олексієм Мішуриним на Кіностудії ім. О. Довженка.

## Сюжет
Фільм за мотивами сатиричного спектаклю знаменитих естрадних артистів Юрія Тимошенка та Юхима Березіна. Тарапунька та Штепсель вирішили поставити свою сатиру на історично-наукову основу. «Усім доводилося стикатися з хамством, шкурництвом, вульгарністю та іншими пережитками минулого. І щоб краще боротися з пережитками сьогодні, треба вивчити як вони зароджувалися в минулому» — такий лейтмотив фільму, про який заявляють Тарапунька та Штепсель. Герої вирушають у кам'янк добу, а потім у середньовіччя на лицарський турнір, й переглядають перший фільм. А потім вирушають у майбутнє, де цих пережитків вже немає, але виникли інші проблеми. Зброєю сатири та гумору у фільмі досліджується коріння міщанства та хамства. У фільмі бере участь ансамбль «Граймо».

## У ролях
- Юрій Тимошенко — Тарапунька
- Юхим Березін — Штепсель
- Юлія Пашковська — Прекрасна Дама / співачка / генеральська дочка / генеральша / Зулейка
- Тетяна Судець — ведуча
- Олександр Еткін — епізод
- Світлана Пшенична — танцівниця
- Олександр Баланцев — танцюрист
- Олег Слободенко — музикант

## Знімальна група
- Режисер-постановник: Олексій Мішурин
- Сценаристи — Юхим Березін, Роберт Віккерс, Олександр Каневський, Юрій Тимошенко
- Оператор-постановник: Костянтин Лавров
- Композитор: Геннадій Гладков
- Художники-постановники: Михайло Улановський, Олександр Кудря
- Редактор: Анатолій Кашеїда
- Комбіновані зйомки: Микола Іллюшин
- Звукооператор: Аріадна Федоренко
- Композитор: Геннадій Гладков
- Режисер: Валентин Фещенко
- Оператори: П. Пастухов, Б. Березка
- Асистент режисера: Л. Матвієнко
- Асистент оператора: А. Москаленко, Г. Контесов, І. Татарчук
- Балетмейстери: Олександр Сегаль, Б. Каменькович
- Гример: О. Полікашкіна
- Режисер монтажу: Р. Лорман
- Директор картини: Н. Атаманенко